# Werner Krüger (Schauspieler)
Werner Krüger (* unbekannt; † unbekannt; geboren wahrscheinlich im 20. Jahrhundert) war ein deutscher Schauspieler. 

## Karriere
Werner Krüger war kleinwüchsig und wirkte in verschiedenen Märchenfilmen mit. Nachdem Krüger 1954 in einer kleineren Rolle als Kobold in der Traumwelt in Fritz Genschows Hänsel und Gretel zu sehen war, spielte er 1955 unter der Regie von Herbert B. Fredersdorf die Titelrolle in der Märchenverfilmung Rumpelstilzchen. 1957 wirkte er in dem Märchenfilm Aufruhr im Schlaraffenland mit. Darin spielte er den Hofgelehrten Astropollex. 1959 sah man Krüger als einen der Zwerge in dem zweiteiligen ARD-Weihnachtsmärchenfilm Schneewittchen. 1962 spielte er die Rolle des Hauskobolds in Rumpelstilzchen unter der Leitung von Fritz Genschow, mit dem er bereits wiederholt zusammengearbeitet hatte. Ein Szenenfoto aus Rumpelstilzchen mit Werner Krüger und Ulrike Teichmann wurde auf der Internetseite www.maerchenfilm.de veröffentlicht.
Weitere Filmauftritte Krügers nach 1962 sind bis heute nicht dokumentiert. Auch über seine Biografie ist nichts bekannt.
Werner Krüger darf nicht mit dem ebenfalls kleinwüchsigen Schauspieler Richard Krüger verwechselt werden, der bei der Produktionsfirma Schongerfilm und bei der DEFA ebenfalls in verschiedenen Märchenfilmen mitwirkte.

## Filmografie
- 1954: Hänsel und Gretel
- 1955: Rumpelstilzchen
- 1957: Aufruhr im Schlaraffenland
- 1959: Schneewittchen
- 1962: Rumpelstilzchen